# كيتي ديكون
كيتي ديكون (بالإنجليزية: Katy Deacon)‏ هي مهندسة بريطانية، ولدت في القرن العشرين.